# Alfons Deissler

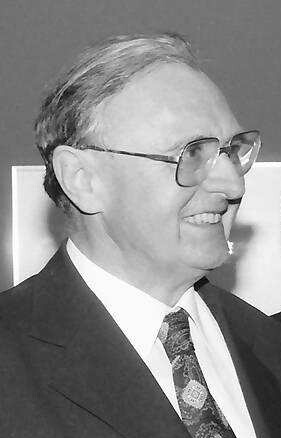
Alfons Deissler (1984)

Alfons Deissler (* 2. April 1914 in Weitenung bei Bühl; † 10. Mai 2005 in Freiburg im Breisgau) war ein katholischer deutscher Theologe (Alttestamentler).

## Leben und Werk
Deissler studierte Philosophie und katholische Theologie an der Universität Freiburg, er promovierte 1938 mit der Arbeit „Fürstabt Martin Gerbert von St. Blasien und die theologische Methode.“ 1939 zum Priester geweiht, studierte er 1948 bis 1950 in Paris am Institut Catholique und an der Sorbonne. Er habilitierte sich 1951 mit der Arbeit „Psalm 119 (118) und seine Theologie.“ 1951 bis 1982 hatte er den Lehrstuhl für Alttestamentliche Theologie und Exegese an der katholisch-theologischen Fakultät der Universität Freiburg inne. Zu seinen Schülern zählt unter anderem der Erfurter Alttestamentler Joseph Reindl.
Zusammen mit Walter Kasper, Joseph Ratzinger, Karl Lehmann und anderen plädierte er im Februar 1970 mit dem Memorandum zur Zölibatsdikussion für eine eindringliche Überprüfung und differenziertere Betrachtung des Zölibatsgesetzes der lateinischen Kirche.
Alfons Deissler gilt als einer der führenden katholischen Alttestamentler des 20. Jahrhunderts. Seine exakte historisch-kritische Arbeit mit spirituellem Tiefgang hatte breite öffentliche Wirkung, besonders sein Werk: „Die Grundbotschaft des Alten Testaments – Ein theologischer Durchblick“ (1972) und seine dreibändige Auslegung der Psalmen (1963/64). Er gehörte zum Kreis der Übersetzer des Alten Testamentes in der Einheitsübersetzung. In den 80er Jahren veröffentlichte er in der Reihe „Die Neue Echter Bibel“ einen Kommentar zu den 12 (kleinen) Propheten.